# Gribby naturreservat
Gribby naturreservat är ett naturreservat i Norrtälje kommun i Stockholms län.
Området är naturskyddat sedan 2024 och är 79 hektar stort. Reservatet ligger nordost om Skebobruk och består av två områden som består av granskog, sumpskogar och talldominerade hällmarker.